# Mua sắm cá nhân

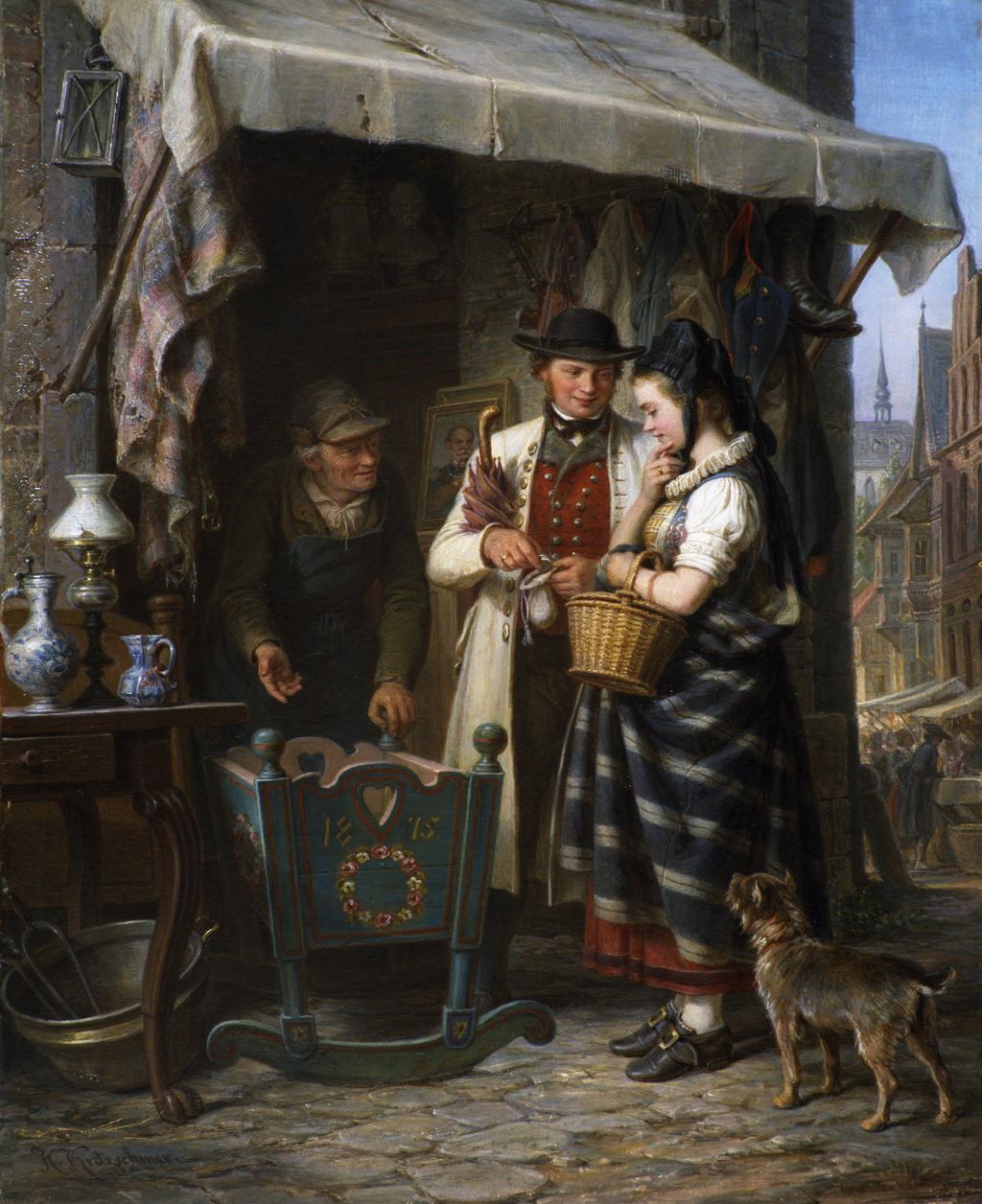
Tranh vẽ về một chuyến mua sắm tại một cửa hàng

Mua sắm cá nhân còn gọi là đi chợ (siêu thị,...) hay mua đồ là các hoạt động lựa chọn và mua hàng hóa trực tiếp tại các điểm bán lẻ, đây không chỉ là một hoạt động mua bán đơn thuần mà còn là hoạt động giải trí. Mua sắm là thuật ngữ có nghĩa hẹp hơn với khái niệm mua. Mua sắm thường được thực hiện ở các địa điểm cố định (tại các cửa hàng, các cửa hàng bách hóa, tiệm tạp hóa hoặc chợ, siêu thị...), các mặt hàng mua sắm thường là những mặt hàng gia dụng, thẩm mỹ. Trong tiếng Anh từ mua sắm (Shopping) chỉ những hoạt động mua và sắm các loại hàng hóa từ các cửa hàng nhất là các cửa hàng thời trang như áo quần, giày dép...
Khi vào các cửa hàng, khách hàng được phát các dụng cụ như xe đẩy, giỏ... để có thể dạo quanh các kệ hàng, xem các mặt hàng ưng ý để lựa chọn mua. Thông thường giá cả đều được niêm yết và việc mua sắm ít khi có quá trình mặc cả giống như mua bán thông thường. Ngoài ra việc mua sắm thường tính tiền trực tiếp tại quầy (thường có đặt máy tính tiền) hoặc khách hàng có thể lựa chọn phương thức trả tiền thông qua các hình thức tín dụng khác
Từ thời La Mã cổ đại, người dân ở đây đã có thị trường riêng cho hoạt động này đó là chợ Trajan phục vụ cho khách hàng như là đơn vị bán lẻ. Danh sách mua sắm được đo là đã được sử dụng bởi người La Mã. Đối với nhiều người, mua sắm được coi là một hoạt động giải trí, theo đó họ dạo thăm một loạt các cửa hàng để biết trước giá cả nhằm tính toán trước để mua một sản phẩm ưng ý nhất. Đối với một số người, việc mua sắm và việc bất tiện và dễ gây bực dọc vì phải chờ đợi người mua lựa chọn hoặc phải xếp hàng để tính tiền trong các cửa hàng lớn hay siêu thị.